# Wolfgang Berchtold
Wolfgang Berchtold (* 1955) ist ein österreichischer Germanist und Heimatforscher.

## Leben
Wolfgang Berchtold studierte Germanistik und Sport an der Universität Innsbruck. Er arbeitete von 1983 bis 2017 als AHS-Lehrer in den Fächern Deutsch und Sport.

## Publikationen
- So kühn, so stolz und frei, es ist die edle Turnerei! Kulturgeschichte des Turnens und des Sports in Götzis. Von den Anfängen in den 1860er-Jahren bis 1945. Götzner Heimatbuch Ergänzungsband 2, Bucher, Hohenems 2014, ISBN 978-3-99018-292-5.
- ummakummaummi. Die Mundart und Mundartliteratur von Altach, Götzis, Koblach und Mäder. unartproduktion, Dornbirn 2016, ISBN 978-3-902989-07-9.
- Das Vorarlberger Schimpfwörterbuch. Schimpfen, Fluchen, Spotten in Vorarlberg. Illustrationen von Silvio Raos, Edition V, Bregenz 2019, ISBN 978-3-903240-10-0.
- Götzis von 1889 bis 1914. Eine widersorüchliche Zeit des Aufbruchs und des Niedergangs. Basierend auf den Annalen von Ulrich Dünser, Götzner Heimatbuch Ergänzungsband 3, Bucher, Hohenems 2022, ISBN 978-3-99018-633-6.
- Das Vorarlberger Sprichwörterbuch. Illustrationen von Silvio Raos, Edition V, Bregenz 2024, ISBN 978-3-903240-40-7.

Herausgeberschaft
- Götzis Lesebuch. Alte und neue Geschichten über das unverwechselbare Wesen unserer Marktgemeinde. Ausgewählt und zusammengestellt von Wolfgang Berchtold, Verlag Ulrich Gabriel, Dornbirn 2006, ISBN 978-3-901325-50-2